# Rhythm and blues
Il rhythm and blues, spesso abbreviato in R&B o RnB oppure R and B, è un genere musicale di musica popolare che ha avuto origine nelle comunità afroamericane negli anni '40. Il termine è stato originariamente utilizzato dalle case discografiche per descrivere le registrazioni commercializzate prevalentemente agli afroamericani, in un momento in cui "una musica dondolante e proveniente dal jazz [...] con un ritmo pesante e incessante" stava diventando sempre più popolare. Nel ritmo commerciale e nella musica blues tipica degli anni '50 fino agli anni '70, le band di solito erano composte da un piano, una o due chitarre, bassi, tamburi, uno o più sassofoni e talvolta da cori di fondo. Temi lirici R&B spesso condensavano la storia e l'esperienza del dolore e la ricerca afro-americana della libertà e della gioia, nonché trionfi e fallimenti in termini di razzismo sociale, oppressione, relazioni, economia e aspirazioni.
Il termine "Rhythm and Blues" ha subito numerosi cambiamenti di significato. All'inizio degli anni '50, veniva spesso applicato ai dischi blues. A partire dalla metà degli anni '50, dopo che questo stile di musica aveva contribuito allo sviluppo del rock and roll, il termine "R&B" fu usato in un contesto più ampio. Si riferiva a stili musicali che erano evoluti incorporando il Blues elettrico, nonché musica gospel e soul. Dagli anni '60 agli anni '70, alcuni gruppi britannici furono indicati e promossi come progetti R&B. Negli anni '70, il termine "Rhythm and Blues" era cambiato di nuovo ed era usato come termine generale per il soul e il funk.
Alla fine degli anni '80, si sviluppò uno stile più nuovo di R&B, diventando noto come "R&B contemporaneo". Questa forma contemporanea combina rhythm and blues con vari elementi di musica pop, soul, funk, musica disco, hip hop e musica elettronica.

## Etimologia, definizione e stile

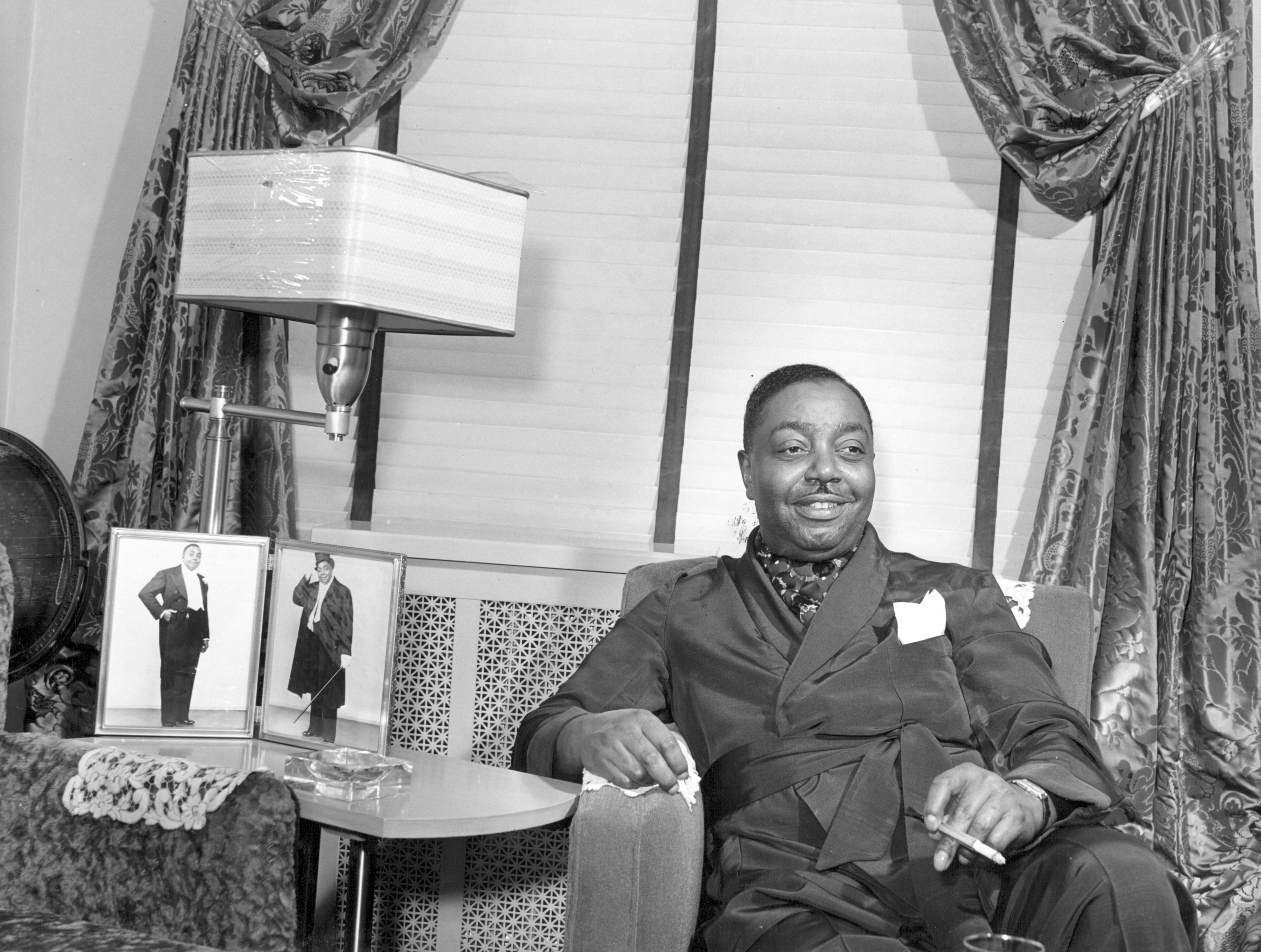
Big Joe Turner nel salotto di casa propria in una foto del 1941

Sebbene il termine "Rhythm and Blues" come termine musicale sia attribuito a Jerry Wexler che lo usò nella rivista Billboard nel 1948, il termine era già stato usato in Billboard già nel 1943. Tuttavia, il primo elenco di canzoni popolari tra gli afroamericani fu chiamato Harlem Hit Parade; Creato nel 1942, elencava i "dischi più popolari di Harlem", ed era il predecessore della RnB chart del Billboard. "Rhythm and Blues" ha sostituito il termine allora comune race music ("musica da razza"), un termine coniato dal produttore di Okeh Ralph Peer basato sulla autodescrizione comune che gli afroamericani facevano di se stessi come "People of Race" ("gente di razza"). Il termine "rhythm and blues" fu quindi utilizzato da Billboard nelle sue classifiche dal giugno 1949 fino all'agosto 1969, quando la sua "Hot Rhythm & Blues Singles" è stata ribattezzata "Best Selling Soul Singles". Prima che fosse istituito il nome "Rhythm and Blues", varie case discografiche avevano già iniziato a sostituire il termine "race music"" con il termine "sepia series". "Rhythm and Blues" è spesso abbreviato come "R & B" o "R'n'b".
All'inizio degli anni '50, il termine "Rhythm & Blues" veniva spesso applicato ai dischi blues. Lo scrittore e produttore Robert Palmer ha definito Rhythm & Blues come "un termine pigliatutto che si riferisce a qualsiasi musica fatta da e per i neri americani". Palmer ha anche usato il termine "R&B" come sinonimo di Jump Blues. Tuttavia, Allmusic distingue l'R&B dal Jump Blues per le più forti influenze del Vangelo" del primo. Lawrence Cohn, autore di Nothing but the Blues, scrive che il "rhythm and blues" era un termine ombrello inventato per comodità del settore. Secondo lui, il termine ha abbracciato tutta la musica nera tranne la musica classica e la musica religiosa, a meno che un gospel (che letteralmente significa Vangelo) non vendesse abbastanza da entrare nelle classifiche.

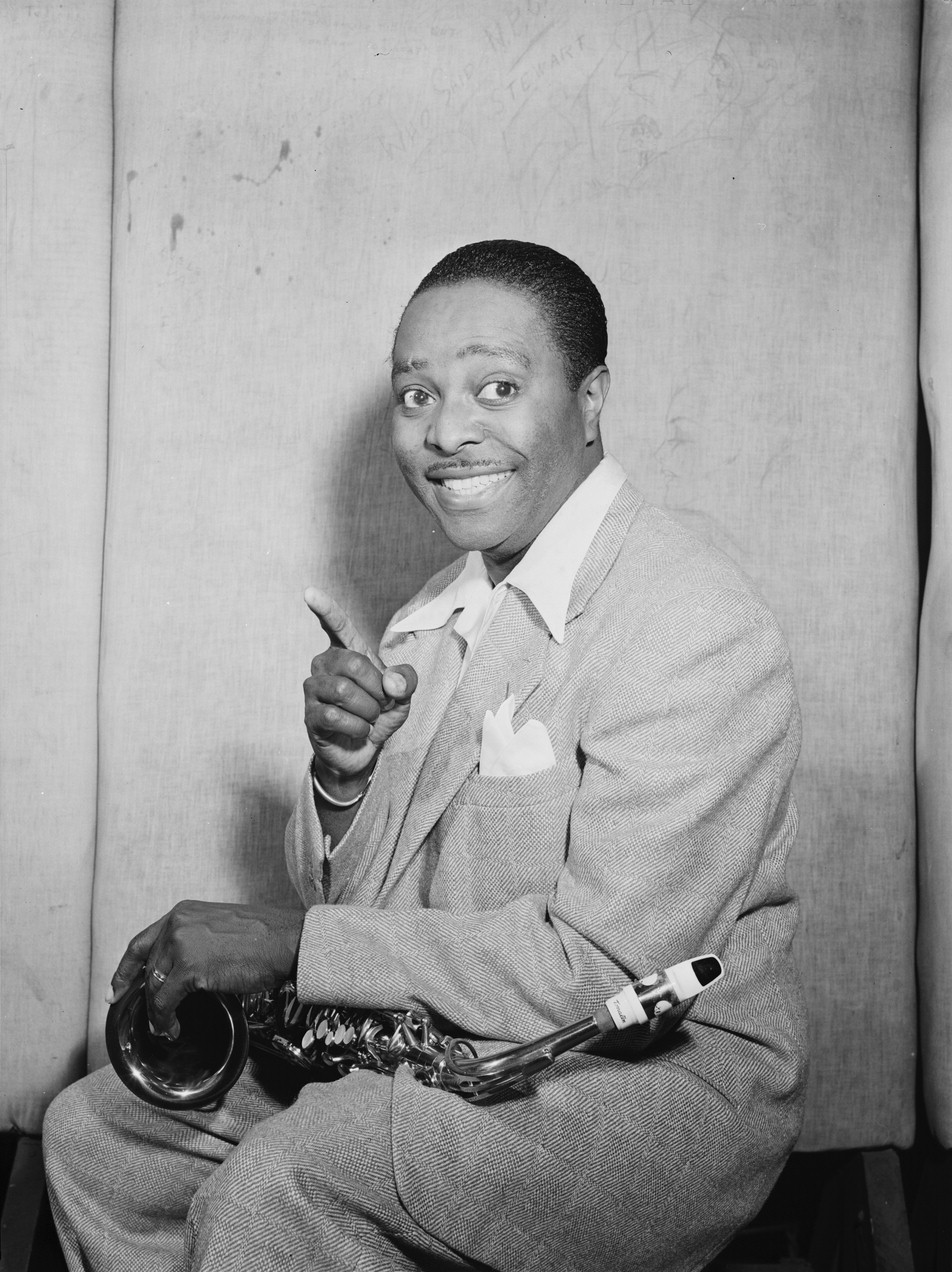
Louis Jordan in New York City, c. July 1946

Nel rhythm and blues commerciale del periodo '50-'70, le band erano solitamente composte da pianoforte, una o due chitarre, basso, batteria e sassofono. Gli arrangiamenti venivano provati fino al punto di risultare naturali e talvolta erano accompagnati da coristi. Semplici parti ripetitive si mescolavano, creando slancio e interazione ritmica che producevano trame morbide, cadenzate e spesso ipnotiche, senza richiamare l'attenzione su alcun suono individuale. Mentre i cantanti erano emotivamente coinvolti dai testi, spesso intensamente, rimanevano calmi, rilassati e mantenevano il controllo. Le band si vestivano in abiti eleganti ed adottavano persino uniformi, una pratica associata alla moderna musica popolare che gli artisti rhythm and blues aspiravano a dominare. I testi spesso sembravano fatalistici e la musica in genere seguiva schemi prevedibili di accordi e struttura. I temi lirici R&B spesso racchiudono l'esperienza afroamericana del dolore e la ricerca di libertà e gioia, così come trionfi e fallimenti in termini di relazioni, economia e aspirazioni.
Una pubblicazione dello Smithsonian Institution ha fornito questa breve spiegazione delle origini del genere nel 2016:
La Rock & Roll Hall of Fame individua alcuni degli ideatori del rhythm and blues nella big band di Joe Turner, i Tympany Five di Louis Jordan, James Brown e LaVern Baker. Questa fonte afferma che "Louis Jordan si unì a Turner nel gettare le basi dell'R&B negli anni '40, incidendo un capolavoro di rhythm & blues swingante dopo l'altro". Altri artisti che furono "pietre miliari dell'R&B e della sua trasformazione in rock & roll" includono Etta James, Fats Domino, Roy Brown, Little Richard e Ruth Brown. Anche i gruppi "doo wop" erano degni di nota, tra cui the Orioles, the Ravens e the Dominoes.
Il termine "rock and roll" aveva una forte connotazione sessuale nel jump blues e nell'R&B, ma quando il DJ Alan Freed si riferì al rock and roll nelle radio mainstream a metà degli anni '50, "la componente sessuale era stata attenuata al punto che divenne semplicemente un termine accettabile per indicare il ballo". La musica R&B ha avuto una forte influenza anche sul rock and roll. Un articolo del 1985 sul Wall Street Journal, intitolato "Rock! It's Still Rhythm and Blues" riportava che "i due termini erano usati in modo intercambiabile" fino al 1957 circa. Le altre fonti citate nell'articolo dicevano che rock e roll combinava R&B con musica pop e country.
Fats Domino non era convinto che esistesse un nuovo genere. Nel 1957 disse: "Quello che ora chiamano rock 'n' roll è rhythm and blues. Lo suono da 15 anni a New Orleans". Secondo il Rolling Stone, "questa è un'affermazione valida... tutti i rocker degli anni Cinquanta, bianchi e neri, nati in campagna e cresciuti in città, furono fondamentalmente influenzati dall'R&B, ossia dalla musica popolare nera della fine degli anni Quaranta e dell'inizio degli anni Cinquanta".

## Storia

### Precursori
La grande migrazione afroamericana verso i centri industriali urbani di Chicago, Detroit, New York, Los Angeles, Washington e altrove negli anni '20 e '30 creò un nuovo mercato per il jazz, il blues e generi musicali correlati. Questi generi musicali erano spesso eseguiti da musicisti a tempo pieno, che lavoravano da soli o in piccoli gruppi. I precursori del rhythm and blues provenivano dal jazz e dal blues, che si sovrapponevano alla fine degli anni '20 e '30 attraverso il lavoro di musicisti come gli Harlem Hamfats, con il loro successo del 1936 "Oh Red", così come Lonnie Johnson, Leroy Carr, Cab Calloway, Count Basie e T-Bone Walker. C'era anche una crescente enfasi sulla chitarra elettrica come strumento solista, così come sul pianoforte e sul sassofono.

### I tardi anni '40

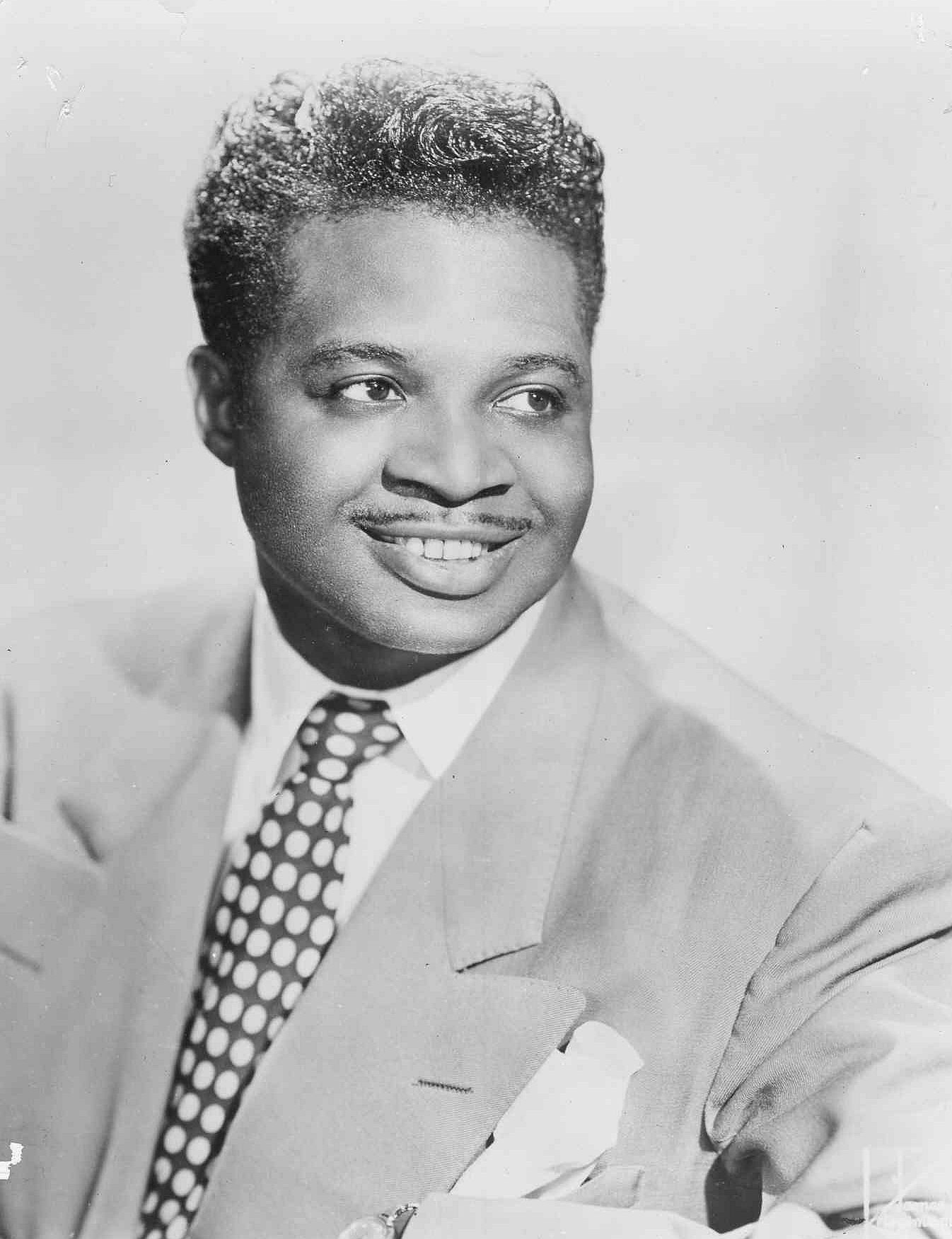
Roy Brown in una foto del 1949

Il R&B nacque nelle comunità afroamericane degli anni '40. Nel 1948 la RCA Victor stava commercializzando la musica nera sotto il nome di "Blues and Rhythm". Nello stesso anno Louis Jordan dominava tra i primi 5 posti della classifica R&B con tre canzoni, con le altre due che erano composte proprio su quel ritmo boogie-woogie che era stato dominante negli anni '40. La band di Jordan, che si chiamava Tympany Five e fu fondata nel 1938, era composta da lui al sassofono e voce, e poi tromba, sax tenore, pianoforte, contrabbasso e batteria. Lawrence Cohn descrisse la musica come "più grintoso del suo boogie-era jazz-tinged blues". Robert Palmer la descriveva come "musica urbana, a dondolo, con origini jazz ... [con una] battuta pesante ed incessante" La musica di Jordan, insieme a quella di Big Joe Turner, Roy Brown, Billy Wright e Wynonie Harris, è ora anche definita Jump Blues. Già Paul Gayten, Roy Brown e altri avevano avuto hit con questo stile. Nel 1948, il remake di Wynonie Harris della registrazione di "Good Rockin 'Tonight" di Brown del 1947 raggiunse il numero due nelle classifiche, in seguito a "Long Gone" del leader della band Sonny Thompson al numero uno.
Nel 1949, il termine "Rhythm and Blues" (R&B) ha sostituito la categoria "Billboard Harlem Hit Parade". Sempre in quell'anno, "The Huckle-Buck", registrato dal leader e sassofonista della band Paul Williams, era la melodia R&B numero uno, rimanendo in cima alle classifiche per quasi tutto l'anno. Scritto dal musicista e arrangiatore Andy Gibson, la canzone è stata descritta come un "sporco boogie" perché era osceno e volgare. I concerti di Paul Williams and His Hucklebuckers' erano tumultuosi e sudati e furono interrotti in più di un'occasione. I loro testi, composti da Roy Alfred (in seguito co-autore del successo del 1955 "(The) Rock and Roll Waltz"), erano sessualmente allusivi e un adolescente di Filadelfia disse "che Hucklebuck era una danza molto nociva". Sempre nel 1949, una nuova versione di una canzone blues degli anni '20, "Ain't Nobod's Business" fu un successo numero quattro per Jimmy Witherspoon, e Louis Jordan & The Tympany Five fecero ancora una volta i primi cinque posti con "Saturday Night Frivy". Molti di questi dischi di successo furono rilasciati su nuove etichette discografiche indipendenti, come Savoy (fondata nel 1942), King (fondata 1943), Imperial (fondata 1945), Specialty (fondata 1946), Chess (fondata 1947) e Atlantic (fondata nel 1948 (fondata nel 1948 (fondata nel 1948 ).

### Le influenze afro-cubane

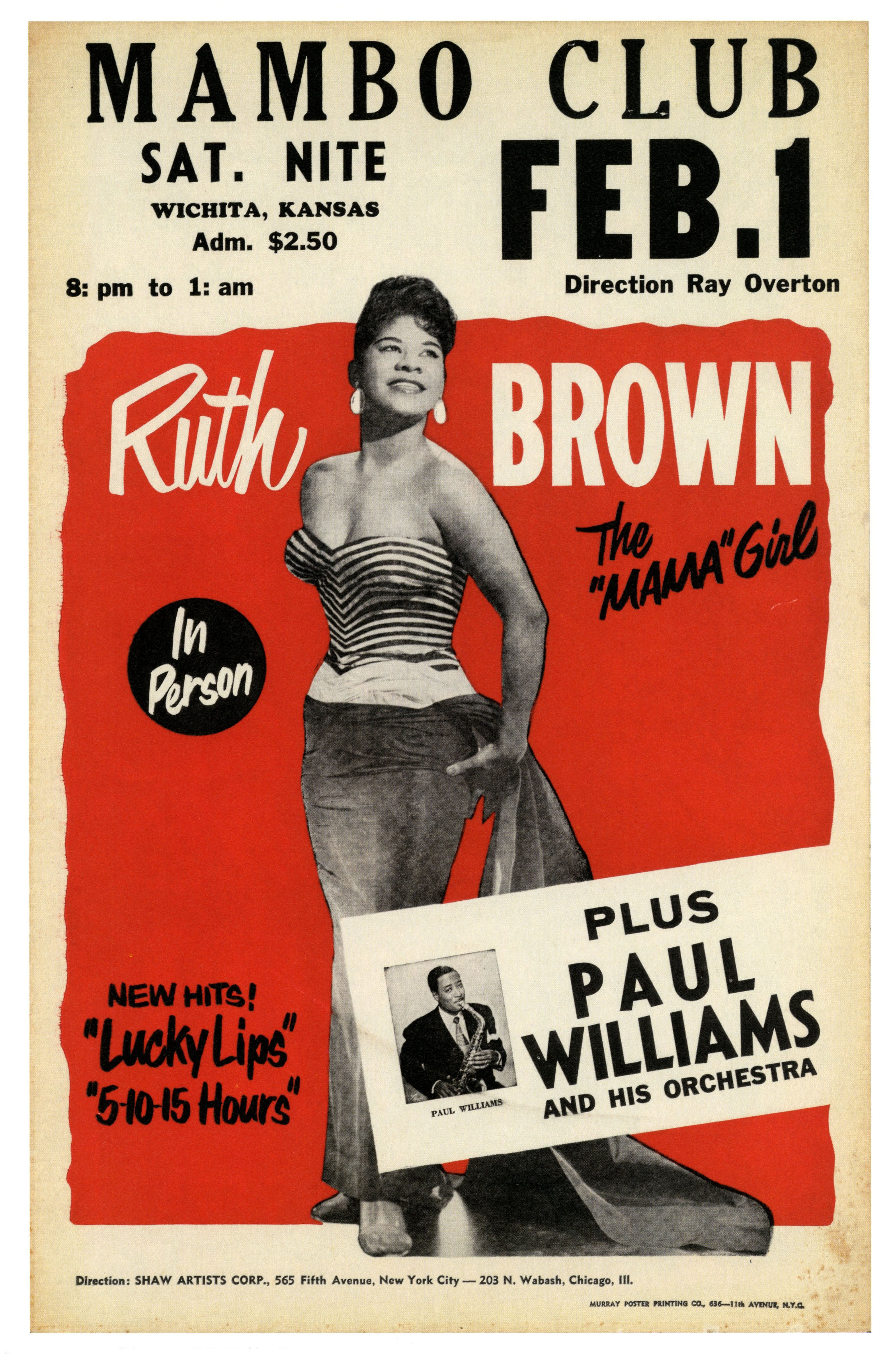
Una locandina per un concerto di Ruth Brown al Mambo club (1957)

La musica afroamericana iniziò a incorporare motivi ritmici afro-cubani nel 1800 con la popolarità della contradanza cubana (conosciuta al di fuori di Cuba come habanera). Il ritmo Habanera può essere pensato come una combinazione di Tresillo e Backbeat.

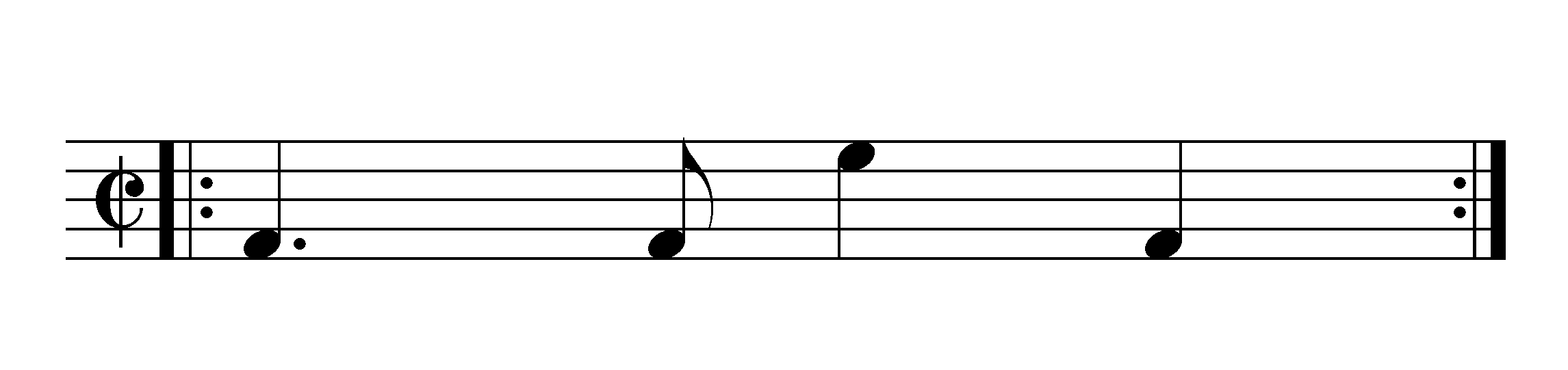
The habanera rhythm shown as tresillo (lower notes) with the backbeat (upper note).

Per più di un quarto di secolo in cui si formarono e si svilupparono il cakewalk, il ragtime e il proto-jazz, il genere cubano habanera esercitò un'influenza costante nella musica popolare afroamericana. Il pioniere del jazz Jelly Roll Morton considerava il ritmo tresillo/habanera (che chiamava la sfumatura spagnola) un ingrediente essenziale del jazz. Ci sono esempi di ritmi simili al tresillo in alcuni tipi di musica folklorica afroamericana, come negli schemi di battiti di mani e colpi di piede nel ring shout, nella musica di tamburi e pifferi del dopoguerra civile e nella musica di seconda linea di New Orleans. Wynton Marsalis considera il tresillo la "clave" di New Orleans (sebbene tecnicamente lo schema sia solo mezza clave). Il tresillo è la cellula ritmica a doppio impulso più basilare nelle tradizioni musicali dell'Africa sub-sahariana e il suo utilizzo nella musica afroamericana è uno degli esempi più chiari di resilienza ritmica africana negli Stati Uniti. L'uso del tresillo fu continuamente rafforzato dalle ondate consecutive di musica cubana, che furono adottate nella cultura popolare nordamericana. Nel 1940 Bob Zurke pubblicò "Rhumboogie", un boogie-woogie con una linea di basso tresillo e testi che dichiaravano con orgoglio l'adozione del ritmo cubano:

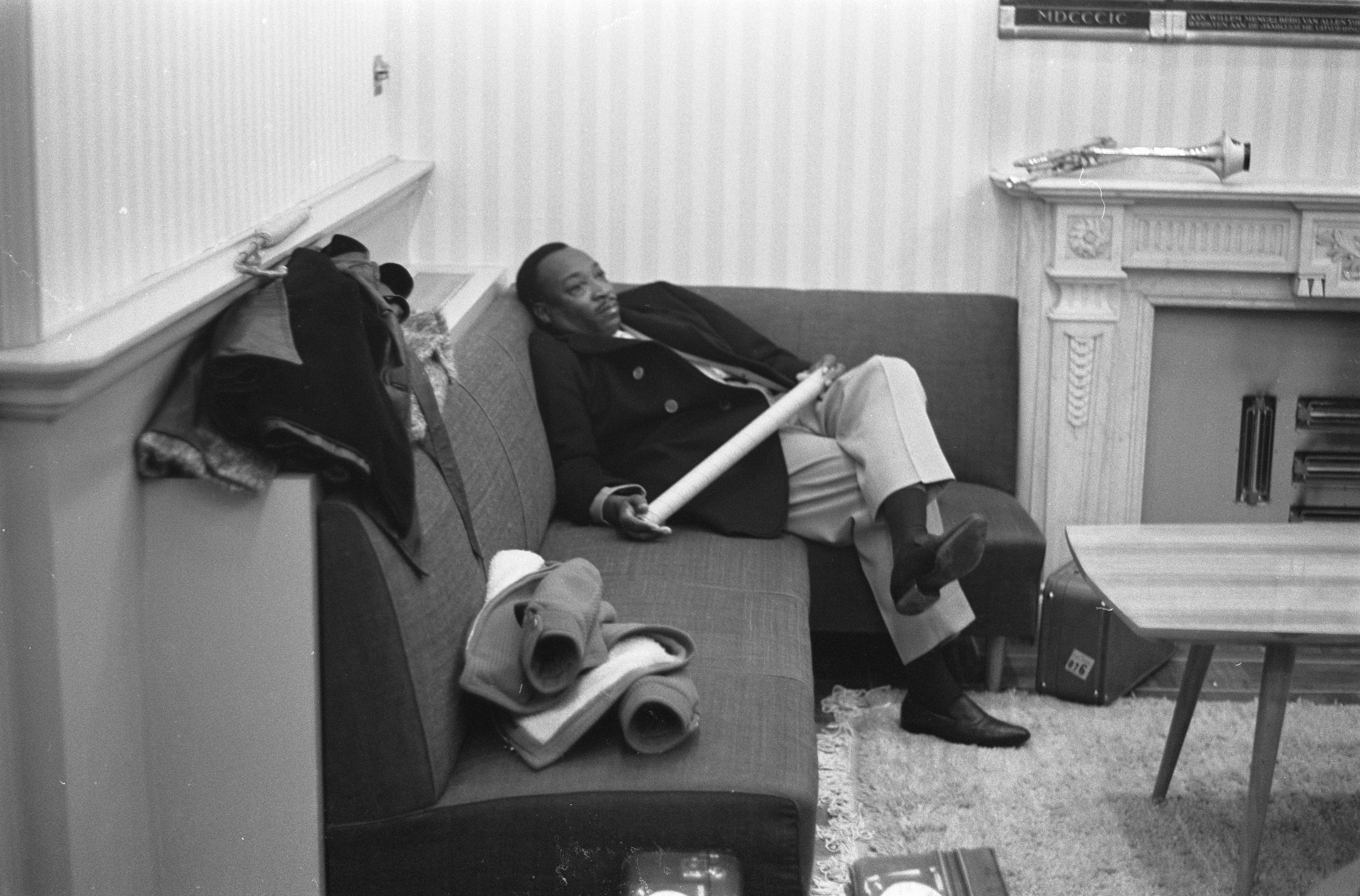
Dave Bartholomew nel 1962 ad Amsterdam durante un tour europeo di Fats Domino

Sebbene originario della metropoli alla foce del fiume Mississippi, il blues di New Orleans, con i suoi tratti ritmici afro-caraibici, è distinto dal suono del Delta blues tipico del Delta del Mississippi. Alla fine degli anni '40, proprio nel periodo in cui l'R&B si stava formando, i musicisti di New Orleans erano particolarmente ricettivi alle influenze cubane. Il primo utilizzo del tresillo nell'R&B è avvenuto a New Orleans. Robert Palmer ricorda:
In un'intervista del 1988 con Palmer, Bartholomew (che aveva la prima band R&B da studio),[42] rivelò come inizialmente sovrappose il tresillo al ritmo swing:

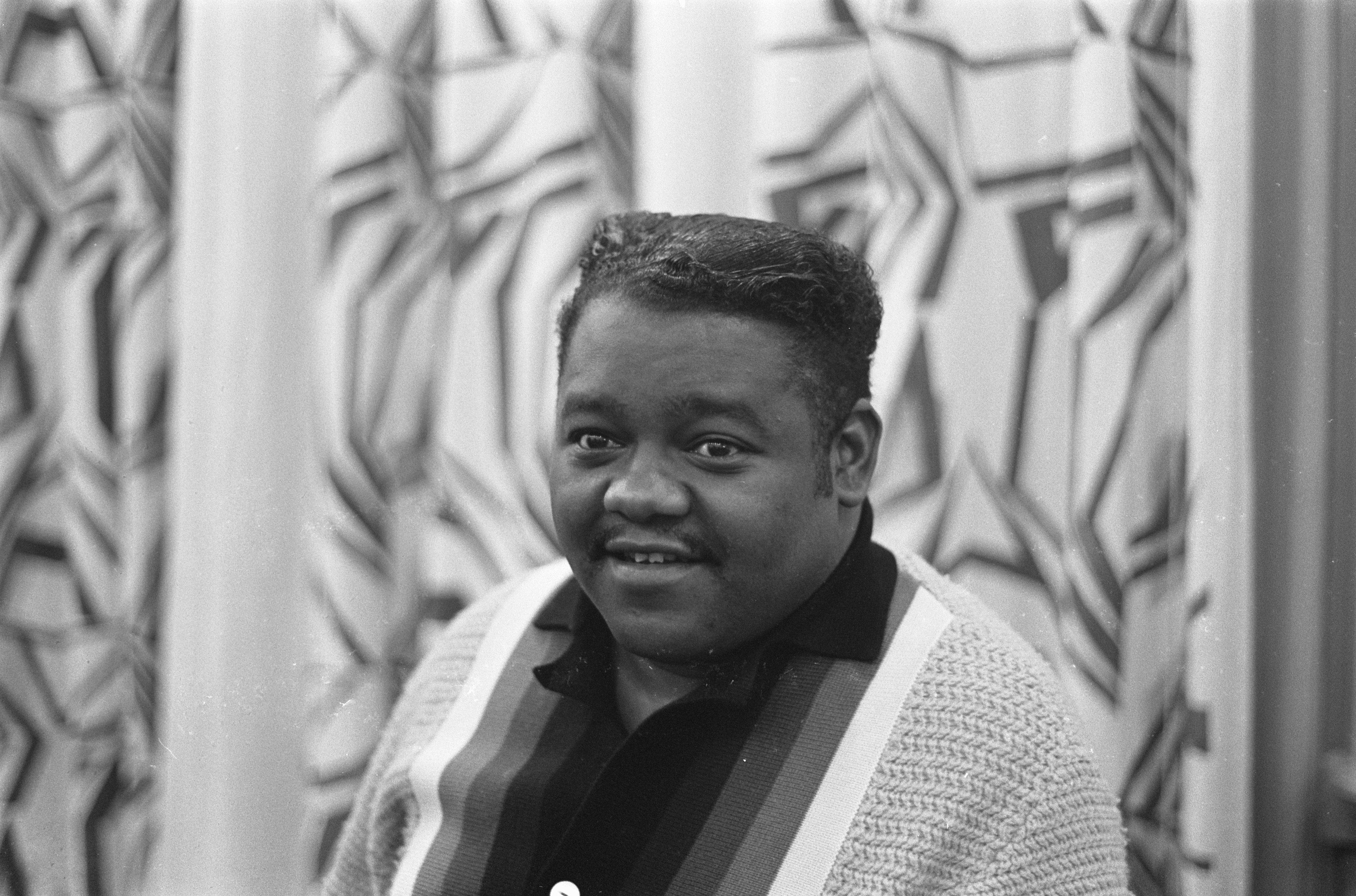
Fats Domino in 1962 ad Amsterdam durante un tour europeo

L'utilizzo delle ritmiche cubane diviene così una pratica comune di quel tempo. "Blue Monday" di Fats Domino, prodotto da Bartholomew, è un altro esempio di questo uso ormai divenuto classico del tresillo nel R&B. "OH Cubanas" di Bartholomew del 1949 è un tentativo di fondere la musica afroamericana e afro-cubana. La parola "Mambo", più grande di qualsiasi altro testo, è posizionata in modo preponderante sull'etichetta dei dischi. Nella sua composizione "Misery", Professor Longhair, pianista di New Orleans, interpreta una figura simile a Habanera nella mano sinistra. L'uso abile delle terzine è una caratteristica dello stile di Longhair.

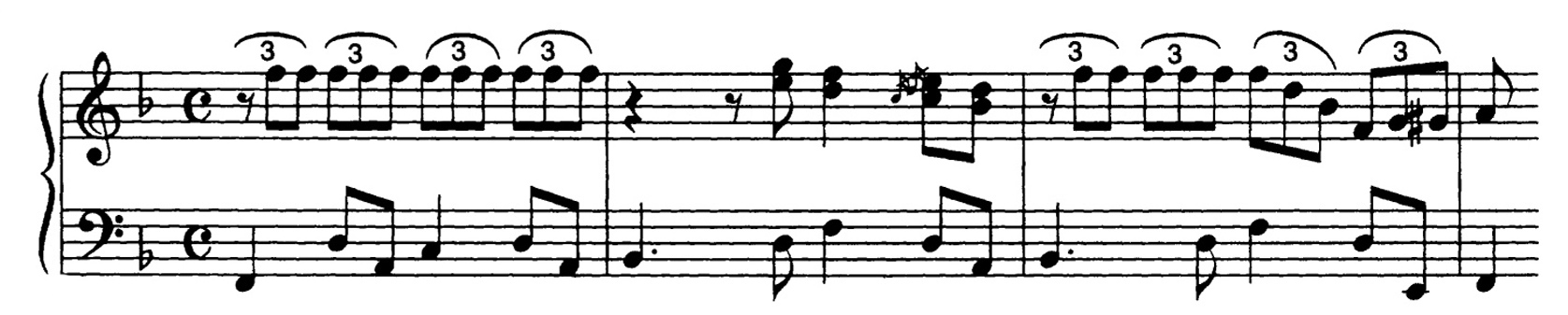

Gerhard Kubik nota che, ad eccezione di New Orleans, i primi blues mancavano di complesstà poliritmica e c'era una "assenza molto specifica di modelli di linea temporale asimmetrici (modelli di chiave) in praticamente tutta la musica afroamericana dei primi del ventesimo secolo... solo in alcuni generi di New Orleans appare occasionalmente un accenno di semplici modelli di linea temporale sotto forma di cosiddetti modelli transitori 'stomp' o cori stop-time. Questi non funzionano allo stesso modo delle linee temporali africane". Alla fine degli anni '40, questo cambiò un po' quando fu introdotta nel blues la struttura della linea temporale a due celle. Musicisti di New Orleans come Bartholomew e Longhair incorporarono strumenti cubani, così come il modello clave e figure bicellule correlate in canzoni come "Carnival Day" (Bartholomew 1949) e "Mardi Gras In New Orleans" (Longhair 1949). Sebbene alcuni di questi primi esperimenti fossero delle fusioni poco convincenti, alla fine gli elementi afro-cubani vennero pienamente integrati nel sound di New Orleans.

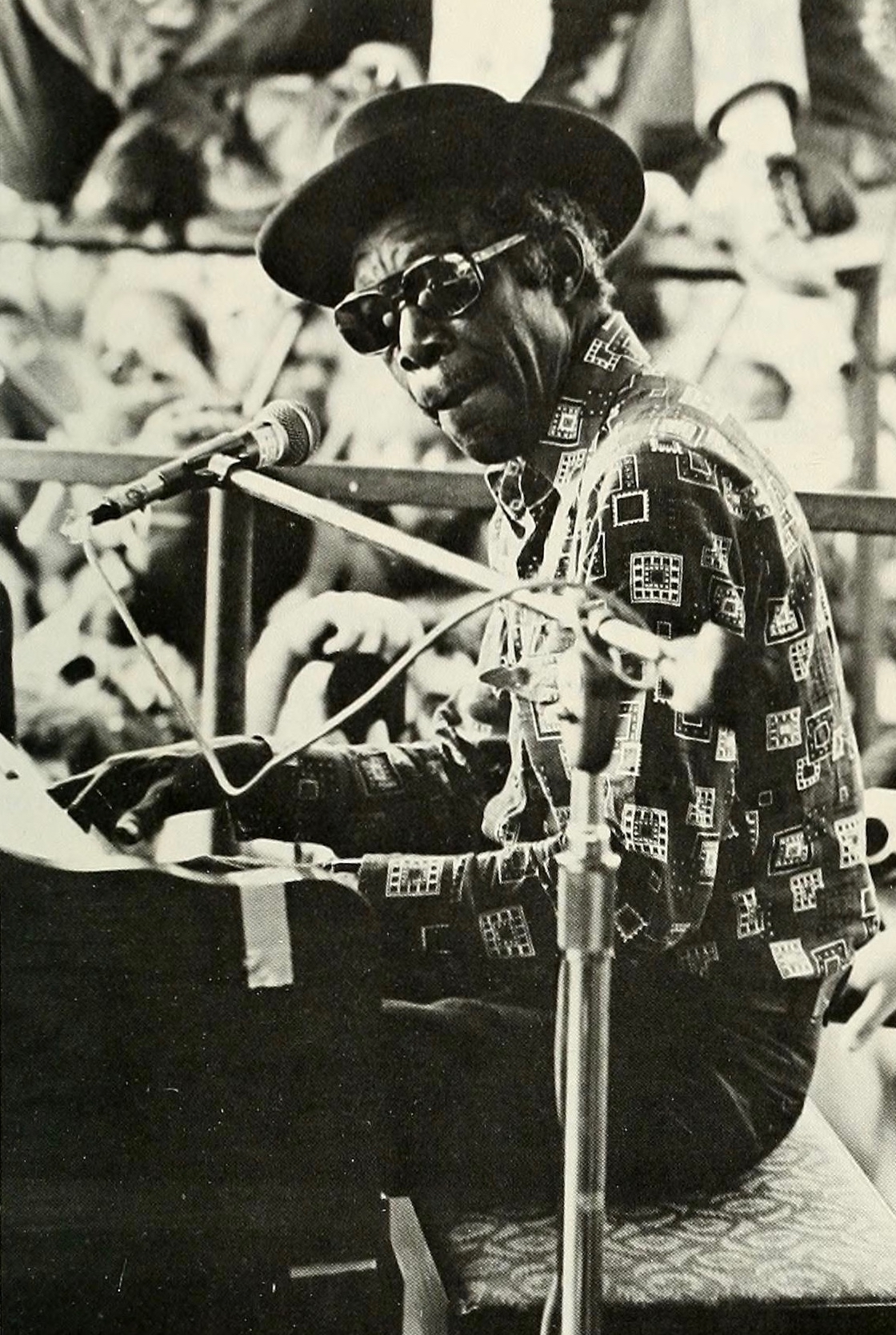
Professor Longhair in una foto del 1975

Robert Palmer riporta che, negli anni '40, il professore Longhair ascoltava e suonava con musicisti delle isole e "cadde sotto l'incantesimo dei dischi di mambo di Perez Prado". Era particolarmente innamorato della musica afro-cubana. Michael Campbell afferma: "L'influenza del professor Longhair fu ... di vasta portata. In molte delle sue prime registrazioni, il professor Longhair mescolò ritmi afro-cubani con rhythm and blues. La più esplicita è Longhair's Blues Rhumba, dove sovrappone un blues semplice con un ritmo clave». Lo stile particolare di Longhair era conosciuto localmente come rumba-boogie. Nel suo "Mardi Gras in New Orleans", il pianista impiega il motivo 2–3 clave onbeat/offbeat in un rumba boogie "guajeo".

Piano dalla rumba boogie "Mardi Gras in New Orleans" (1949) del Professor Longhair. 2–3 clave sono scritte tra le referenze ritmiche.

La sensazione di suddivisione sincopata ma diretta della musica cubana (al contrario delle suddivisioni swing) prese piede nel R&B di New Orleans in questo periodo. Alexander Stewart afferma che questo sentimento popolare fu trasmesso da "New Orleans, attraverso la musica di James Brown, alla musica popolare degli anni '70", aggiungendo: "Lo stile singolare del rhythm & blues scaturito da New Orleans negli anni successivi alla seconda guerra mondiale ha svolto un ruolo importante nello sviluppo del funk. In uno sviluppo correlato, i ritmi sottostanti della musica popolare americana hanno subito una transizione di base, anche se generalmente non riconosciuta, da una sensazione di terzine o shuffle a ottavi pari o dritti". Per quanto riguarda i vari motivi funk, Stewart afferma che questo modello "... è diverso da una linea temporale (come clave e tresillo) in quanto non è uno schema esatto, ma più un principio organizzativo flessibile."
Johnny Otis pubblicò il mambo R&B "Mambo Boogie" nel gennaio 1951, mettendo assieme congas, maracas, legnetti e sassofono mambo guajeos in una progressione blues. Ike Turner registrò "Cubano Jump" (1954) uno strumentale di chitarra elettrica, che è costruito attorno a diverse figure di 2-3 clave, adottate dal mambo. The Hawketts, in "Mardi Gras Mambo" (1955) (con la voce di un giovane Art Neville), fanno un chiaro riferimento a Perez Prado nell'uso del suo marchio di fabbrica "Unhh!" nella pausa dopo l'introduzione.
Ned Sublette afferma: "I musicisti del blues elettrico erano pienamente consapevoli della musica latina, e c'era sicuramente qualcosa come il rhumba blues; puoi sentire Muddy Waters e Howlin' Wolf suonarlo." Cita anche Otis Rush, Ike Turner e Ray Charles, come artisti R&B che hanno utilizzato questo stile.

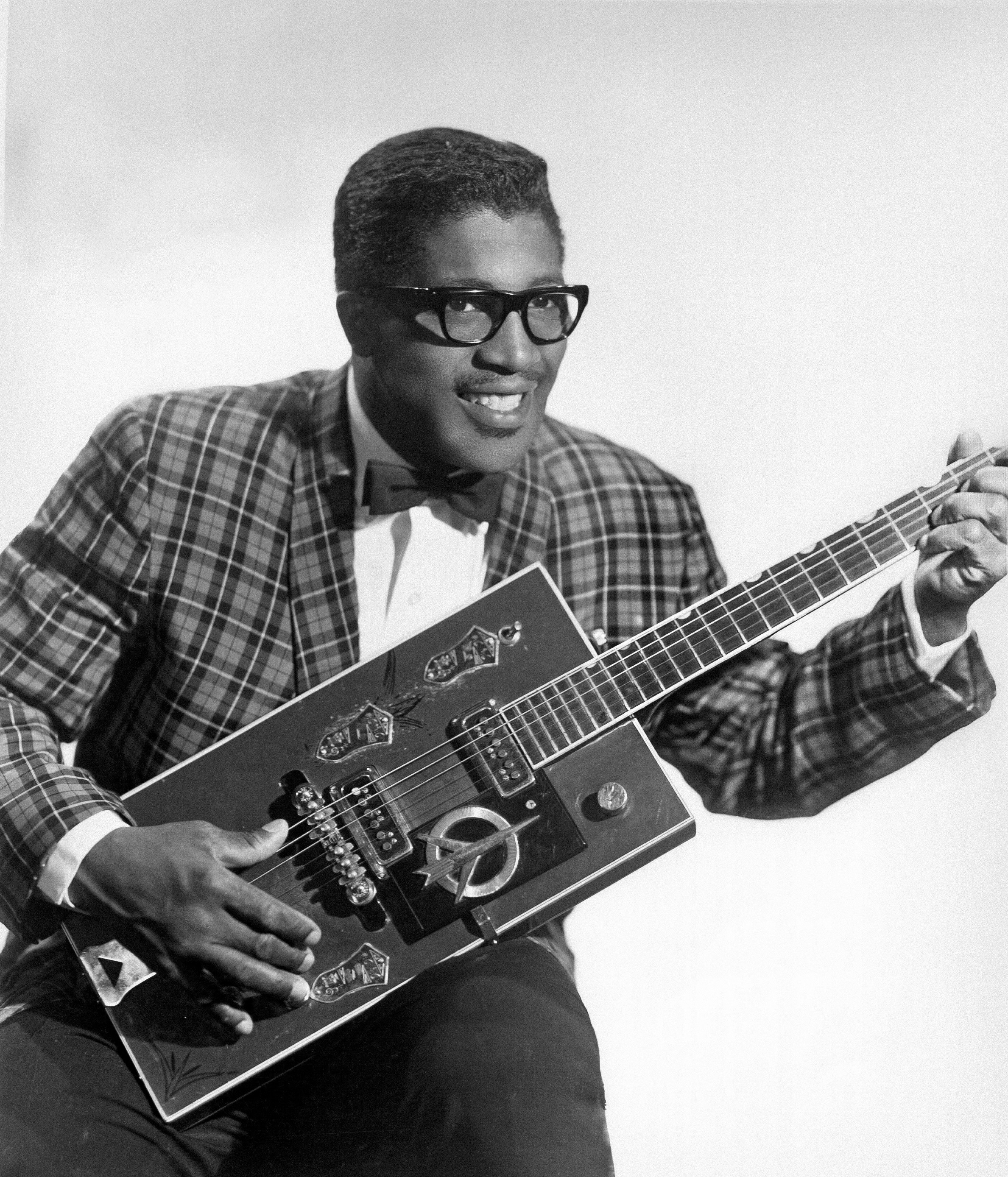
Bo Diddley in una foto del 1957

L'uso della clave nell'R&B coincise con il crescente predominio del "backbeat" e con la crescente popolarità della musica cubana negli Stati Uniti. In un certo senso, la clave può essere ridotta a tresillo (tre lati) a cui risponde il backbeat (due lati).

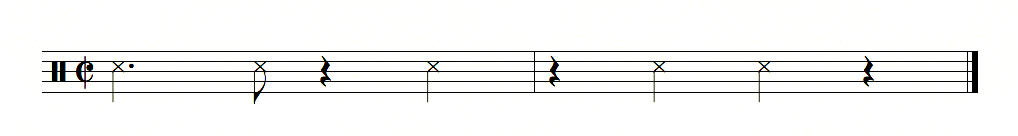
3–2 clave written in two measures in cut-time

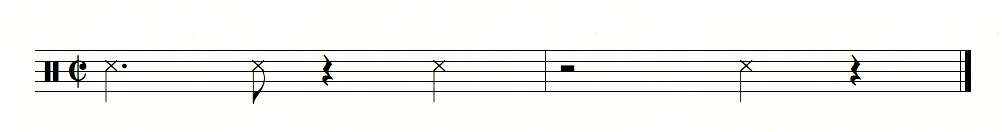
Tresillo answered by the backbeat, the essence of clave in African American music

Il "Bo Diddley beat" (1955) è forse la prima vera fusione di 3–2 clave e R&B/rock 'n' roll. Bo Diddley ha fornito diversi resoconti sulle origini del riff. Sublette afferma: "Nel contesto del tempo, e in particolare di quelle maracas [ascoltate sul disco], 'Bo Diddley' deve essere inteso come un disco con venature latine. Un taglio scartato registrato nella stessa sessione era intitolato solo 'Rhumba' sui fogli delle tracce". "Willie and the Hand Jive" (1958) di Johnny Otis è un altro esempio di questa riuscita miscela di 3–2 claves e R&B. Otis ha qui utilizzato gli strumenti cubani claves e maracas.
La musica afro-cubana è stata il canale attraverso cui la musica afroamericana è stata "ri-africanizzata", attraverso l'adozione di figure a due celle come la clave e strumenti afro-cubani come il tamburo conga, i bongo, le maracas e le clave. Secondo John Storm Roberts, l'R&B è diventato il veicolo per il ritorno degli elementi cubani nella musica di massa. Ahmet Ertegun, produttore per la Atlantic Records, avrebbe affermato che "i ritmi afro-cubani hanno aggiunto colore ed eccitazione alla spinta di base dell'R&B". Come sottolinea Ned Sublette: "Negli anni '60, con Cuba oggetto di un embargo degli Stati Uniti che rimane ancora in vigore oggi, la nazione insulare era stata dimenticata come fonte musicale. Quando le persone hanno iniziato a parlare del rock and roll come di qualcosa che aveva una storia, la musica cubana era scomparsa dalla coscienza collettiva nordamericana"

### Influenza ebraica nel lato commerciale del rhythm and blues
Secondo lo scrittore ebreo, dirigente dell'editoria musicale e cantautore Arnold Shaw, durante gli anni '40 negli Stati Uniti, c'erano generalmente poche opportunità per gli ebrei nell'ambito delle comunicazioni di massa controllato dalle WASP, ma il mondo della musica era "completamente aperto agli ebrei come lo era per i neri". Gli ebrei hanno svolto un ruolo chiave nello sviluppo e nella diffusione della musica afroamericana, compreso il rhythm and blues, e il mondo della musica indipendente era dominato da giovani ebrei che promuovevano i suoni della musica nera.

### La prima metà dei '50
Secondo Jerry Wexler della Atlantic Records, il mercato discografico dell'R&B era inizialmente rivolto quasi esclusivamente agli afroamericani. All'inizio degli anni '50, più adolescenti bianchi iniziarono a conoscere il rhythm and blues. Ad esempio, il 40% delle vendite del 1952 presso il negozio di dischi Dolphin's of Hollywood, situato in una zona afroamericana di Los Angeles, erano ai bianchi. Alla fine, gli adolescenti bianchi di tutto il paese hanno mutato il loro gusto musicale verso il rhythm and blues.

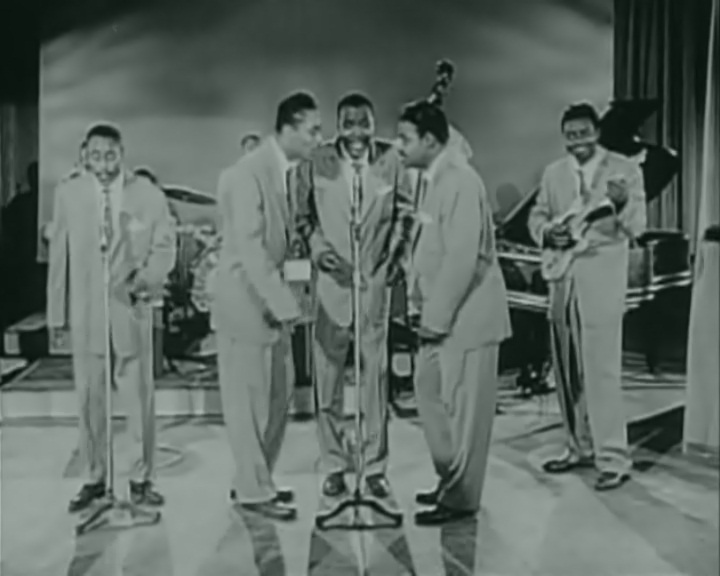
The Clovers in un concerto del 1955 all'Apollo Theater

Johnny Otis, che aveva firmato con la Savoy Records di Newark nel New Jersey, produsse molti successi R&B nel 1951, tra cui "Double Crossing Blues", "Mistrustin 'Blues" e "Cupid's Boogie", che divennero tutti e tre numero uno della classifica di quell'anno. Otis raggiunse la hit con 10 dischi quell'anno. Altri successi includevano "Gee Baby", "Mambo Boogie" e "All Nite Long". The Clovers, un quintetto vocale con chitarra di accompagnamento, mescolava il suono distintivo di blues and gospel. Raggiunsero il numero cinque dell'anno con "Don't You Know I Love You" su Atlantic. Sempre nel luglio del 1951, a Cleveland in Ohio, il DJ Alan Freed iniziò uno spettacolo radiofonico a tarda notte chiamato "The Moondog Rock Roll House Party" su WJW (850 AM). Lo spettacolo di Freed fu sponsorizzato da Fred Mintz, il cui negozio di dischi R&B aveva una clientela principalmente afro-americana. Freed ha iniziato a riferirsi alla musica rhythm and blues dicendo che ha suonava come "rock and roll".

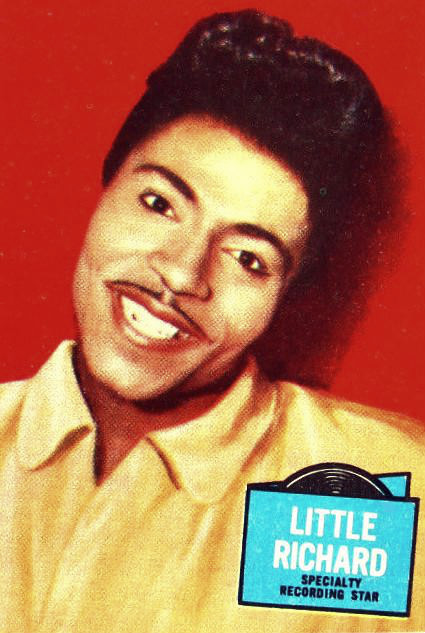
Little Richard nel 1957

Nel 1951 Little Richard Penniman iniziò a registrare per RCA Records nello stile Jump Blues delle star della fine degli anni '40 Roy Brown e Billy Wright. Tuttavia, non attirò l'attenzione della Specialty Records fino a quando non registrò una demo nel 1954, anno in cui il mondo avrebbe iniziato a ascoltare il suo nuovo rhythm and blues funky uptempo che lo avrebbero catapultato ai vertici delle classifiche nel 1955, contribuendo a sviluppare il suono del rock 'n' roll. Seguì una rapida successione di hit rhythm and blues, a partire da "Tutti Frutti" e "Long Tall Sally", che influenzarono artisti come James Brown, Elvis Presley, e Otis Redding.
Sempre nel 1951, la canzone "Rocket 88" fu registrata da Ike Turner and his Kings of Rhythm in uno studio di proprietà di Sam Phillips con la voce di Jackie Brenston. Questa canzone è spesso citata come precursore del rock and roll o come uno dei primi dischi di quel genere. In un'intervista successiva, tuttavia, Ike Turner dichiarò: "Non credo che "Rocket 88" sia rock 'n' roll. Penso che "Rocket 88" sia R&B, ma penso che "Rocket 88" sia la causa dell'esistenza del rock and roll".
Ruth Brown, della scuderia Atlantic, piazzò hit tra i primi cinque posti ogni anno dal 1951 al 1954: "Teardrops from My Eyes", "Five, Ten, Fifteen Hours", "(Mama) He Treats Your Daughter Mean" e "What a Dream". "Shake A Hand" di Faye Adams arrivò al numero due nel 1952. Nel 1953, gli acquirenti di dischi R&B fecero di "Hound Dog" di Leiber e Stoller nella versione cover di Willie Mae Thornton il successo numero tre dell'anno. Ruth Brown era molto importante tra le stelle R&B femminili; Molto probabilmente la sua popolarità proveniva da "la sua caratteristica vocale profondamente radicata nella tradizione afroamericana". Nello stesso anno The Orioles, un gruppo doo-wop, ebbe il numero quattro dell'anno con "Crying in the Chapel".

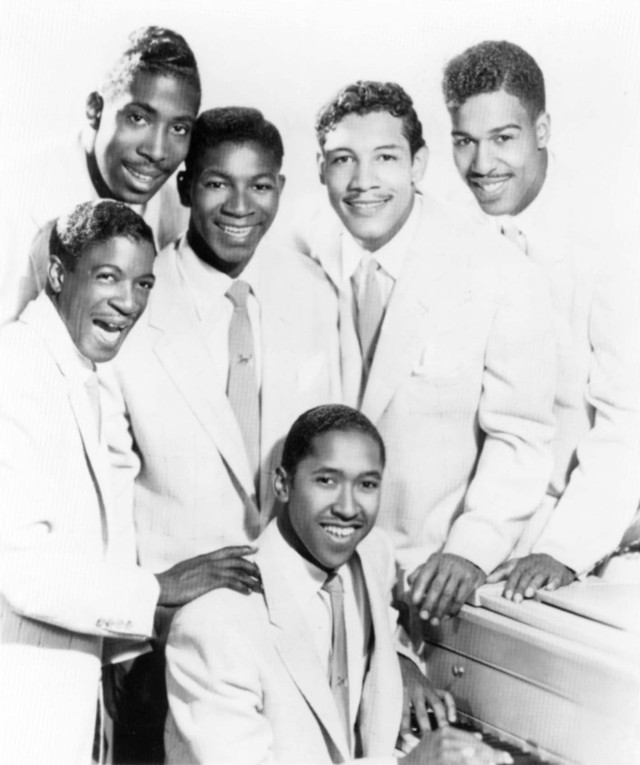
The Chords nel 1955

Fats Domino ha realizzato la top 30 delle classifiche pop nel 1952 e nel 1953, quindi la top 10 con "Ain't That a Shame". Ray Charles arrivò alla ribalta nazionale nel 1955 con "I Got a Woman". Big Bill Broonzy ha detto della musica di Charles: "Sta mescolando il blues con gli spiriti ... so che è sbagliato".
Nel 1954 "SH-Boom" dei the Chords divenne il primo successo a passare dalla chart R&B alla top top 10 all'inizio dell'anno. Alla fine dell'anno e nel 1955, "Hearts of Stone" dei the Charms ha raggiunto la top 20.
Alla Chess Records nella primavera del 1955, il disco di debutto di Bo Diddley "Bo Diddley / I'm a Man" salì al numero due delle classifiche R&B e rese popolare l'originale rhythm and blues basato su clave di Bo Diddley che sarebbe diventato un successo ed un pilastro del rock and roll.
Su suggerimento di Leonard Chess della Chess Records, Chuck Berry ha rielaborato una melodia country per violino dalla lunga storia, intitolata "Ida Red". Il risultato "Maybellene" non fu solo un successo numero tre nelle classifiche R&B nel 1955, ma raggiunse anche la top 30 delle classifiche pop. Alan Freed, che si era trasferito in un mercato molto più ampio come quello di New York City nel 1954, aiutò il disco a diventare popolare tra gli adolescenti bianchi. Freed aveva ricevuto parte dei crediti di scrittura dalla Chess in cambio delle sue attività promozionali, una pratica comune all'epoca.

### La seconda metà dei '50

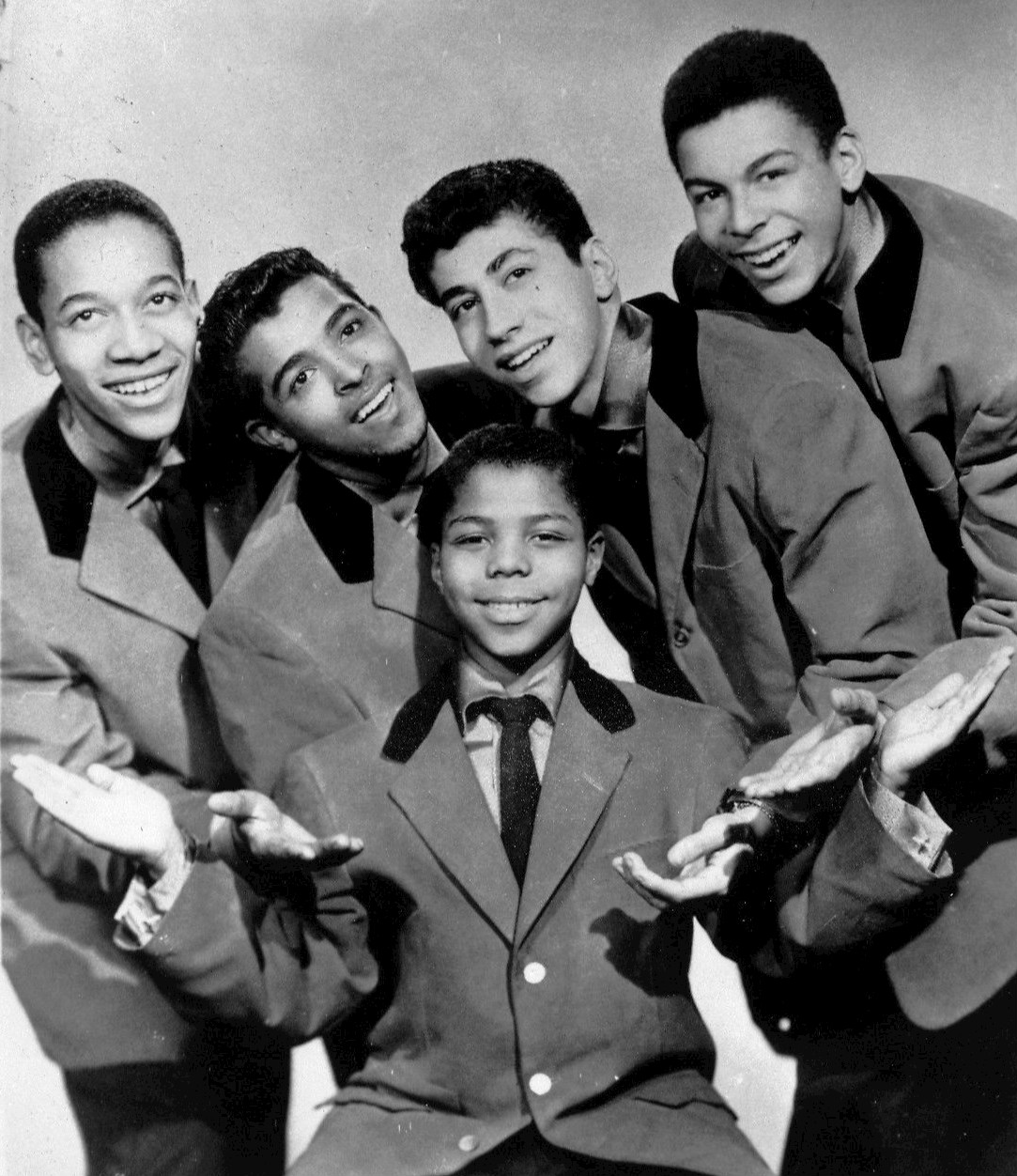
Frankie Lymon and the Teenagers in una foto del 1956

Nel 1956, si svolse un tour R&B "Top Stars of '56", con gli headliner Al Hibbler, Frankie Lymon and the Teenagers e Carl Perkins, il cui brano "Blue Suede Shoes" divenne molto popolare tra gli acquirenti di musica R&B. Alcuni degli artisti che completarono il cartellone furono Chuck Berry, Cathy Carr, Shirley & Lee, Della Reese, Sam "T-Bird" Jensen, the Cleftones e the Spaniels con la Big Rockin' Rhythm Band di Illinois Jacquet. Le città visitate dal tour includevano Columbia in Carolina del Sud; Annapolis, Maryland; Pittsburgh in Pennsylvania; Syracuse, Rochester e Buffalo, New York e altre città. A Columbia, il concerto si concluse con una quasi rivolta quando Perkins iniziò la sua prima canzone in chiusura del concerto. Perkins dichiarò: "È stato pericoloso. Un sacco di ragazzi si sono fatti male". Ad Annapolis, da 50.000 a 70.000 persone hanno cercato di assistere a uno spettacolo tutto esaurito con 8.000 posti a sedere. Le strade rimasero intasate per sette ore. L'industria cinematografica sfruttò la popolarità dei musicisti "rhythm and blues" come musicisti "rock n roll" a partire dal 1956. Little Richard, Chuck Berry, Fats Domino, Big Joe Turner, the Treniers, the Platters e the Flamingos sono tutti arrivati sul grande schermo.
Due dischi di Elvis Presley entrarono nella top five R&B nel 1957: "Jailhouse Rock / Treat Me Nice" al numero uno, e "All Shook Up" al numero cinque, sdoganando l'ingresso senza precedenti di un artista non afroamericano in una categoria musicale nota per essere stata creata dai neri. Nat King Cole, anche lui pianista jazz che ebbe due successi nelle classifiche pop nei primi anni '50 ("Mona Lisa" al numero due nel 1950 e "Too Young" al numero uno nel 1951), ebbe un disco nella top five delle classifiche R&B nel 1958, "Looking Back / Do I Like It".

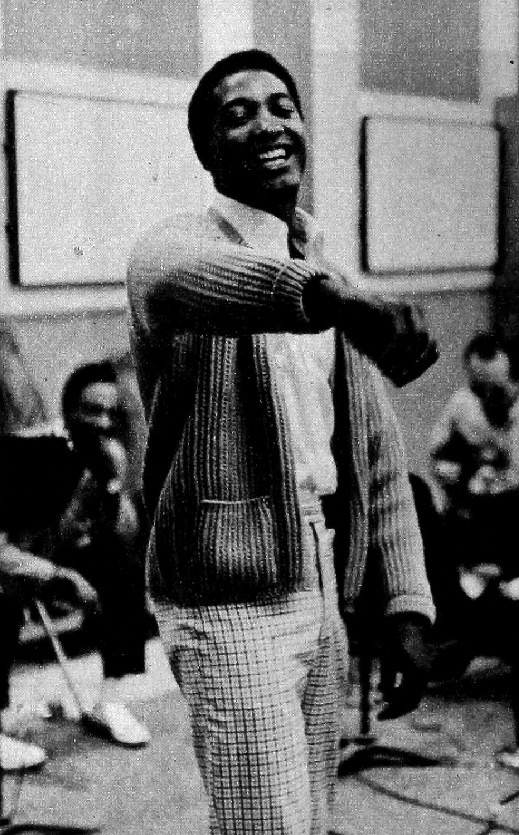
Sam Cooke in una foto del 1961

Nel 1959, due etichette discografiche di proprietà di neri, una delle quali avrebbe avuto un enorme successo, fecero il loro debutto: la Sar di Sam Cooke e la Motown Records di Berry Gordy. Brook Benton era in cima alle classifiche R&B nel 1959 e nel 1960 con un successo al primo posto e due al secondo posto. Benton aveva un certo calore nella sua voce che attraeva un'ampia varietà di ascoltatori e le sue ballate vennero spesso paragonate ad artisti come Nat King Cole, Frank Sinatra e Tony Bennett. Lloyd Price, che nel 1952 ebbe un brano di successo al primo posto con "Lawdy Miss Clawdy", riacquistò il predominio delle classifiche con una versione di "Stagger Lee" al primo posto e con "Personality" al quinto posto nel 1959.
Il musicista bianco Bill Black della Bill Black Combo, che aveva contribuito a far decollare la carriera di Elvis Presley ed era il bassista di Elvis negli anni '50, era popolare tra gli ascoltatori neri. Il novanta percento delle sue vendite di dischi provenivano da persone di colore e il suo "Smokie, Part 2" (1959) salì alla prima posizione nelle classifiche della musica nera. Una volta gli fu detto che "molte di quelle stazioni pensano ancora che voi siate un gruppo nero perché il suono sembra funky e nero". Complice del fraintendimento era il fatto che la Hi Records non presentava immagini del Combo sui loro primi dischi.

### Gli anni '60 e '70
La hit numero cinque di Sam Cooke "Chain Gang" è indicativa del R&B nel 1960, così come la hit numero cinque del pop rocker Chubby Checker "The Twist". All'inizio degli anni '60, la categoria dell'industria musicale precedentemente nota come rhythm and blues prese il nome di soul music, mentre gli artisti bianchi che usavano sonorità simili venivano categorizzati come blue-eyed soul La Motown Records ebbe il suo primo singolo da un milione di vendite nel 1960 con "Shop Around" de the Miracles, e nel 1961, la Stax Records ebbe il suo primo successo con "Gee Whiz (Look at His Eyes)" di Carla Thomas. Il successivo grande successo della Stax, lo strumentale "Last Night" di the Mar-Keys (pubblicato anch'esso nel 1961), introdusse il suono soul più crudo di Memphis per il quale la Stax divenne famosa. In Giamaica, l'R&B ha influenzato lo sviluppo dello ska. Nel 1969, la cultura nera e il rhythm and blues raggiunsero un altro grande traguardo quando i Grammy aggiunsero la categoria Rhythm and Blues, dando un riconoscimento accademico alla categoria.

## Il "British rhythm and blues"

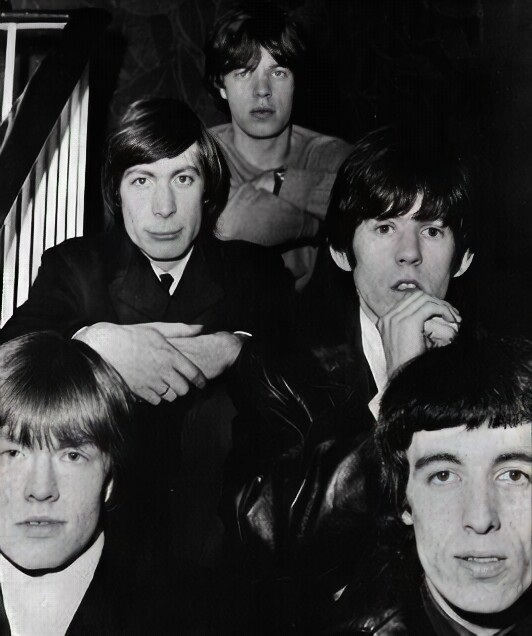
I Rolling Stones nel 1965

Il rhythm and blues ed il blues rock britannico si sono sviluppati nei primi anni '60, in gran parte come risposta alle registrazioni degli artisti americani, spesso portati dai militari afroamericani di stanza in Gran Bretagna o marinai in visita in porti come Londra, Liverpool, Newcastle e Belfast. Molte band, in particolare nella scena in via di sviluppo dei club londinesi, emulavano gli artisti di rhythm and blues, risultando in un suono più "crudo" ed "energico" rispetto ai più popolari gruppi di "musica beat". Durante gli anni '60, Geno Washington, the Foundations e the Equals confezionarono delle hit da classifica. Molti musicisti neri britannici hanno contribuito a formare la scena R&B del loro paese. Questi includevano Geno Washington, un cantante americano di stanza in Inghilterra con l'Aeronautica militare. Nel 1965 fu invitato dal chitarrista Pete Gage a unirsi al progetto che divenne poi Geno Washington & the Ram Jam Band e raggiunsero posizioni tra le Top 40 Hit Singles e due Top 10 album prima dello scioglimento della band nel 1969. Un altro GI americano, Jimmy James, nato in Giamaica, si trasferì a Londra dopo due Hit numero uno locali nel 1960 con the Vagabonds, che si costruirono una reputazione come progetto dal vivo. Hanno pubblicato un album dal vivo e il loro debutto in studio, The New Religion, del 1966 e ottennero un moderato successo con alcuni singoli prima che gli originali Vagabonds si sciogliessero nel 1970. Il musicista blues rock bianco Alexis Korner aveva formato la nuova band rock jazz CCS nel 1970. L'interesse per il blues avrebbe poi influenzato i principali musicisti rock britannici, tra cui Eric Clapton, Mick Taylor, Peter Green e John Mayall e gruppi come i Free e Cream furono attratti da una gamma più ampia di stili rhythm and blues.

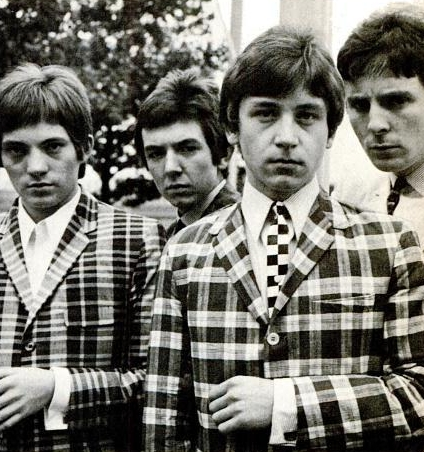
Gli Small Faces nel 1965

Il gruppo di rhythm and blues britannico chiamato The Rolling Stones divenne la seconda band più popolare del Regno Unito (dopo i Beatles) e contribuirono a portare la "British Invasion" nelle classifiche pop statunitensi. I Rolling Stones fecero una cover della canzone "It's All Over Now" di Bobby Womack & the Valentinos, ottenendo il loro primo numero uno nella classifica del Regno Unito nel 1964. Sotto l'influenza del blues e del R&B, band come the Rolling Stones, the Yardbirds e the Animals, e band più influenzate dal jazz come la Graham Bond Organisation e Zoot Money, hanno realizzato album di blue-eyed soul. Tra i musicisti R&B bianchi popolari nel Regno Unito vanno menzionati Steve Winwood, Frankie Miller, Scott Walker & the Walker Brothers, the Animals di Newcastle lo Spencer Davis Group e Van Morrison & Them di Belfast. Nessuna di queste band suonava esclusivamente rhythm and blues, ma questo genere rimase al centro dei loro primi album.
La musica della sottocultura mod britannica nacque dal rhythm and blues e in seguito apprezzò la musica soul eseguita da artisti che non erano disponibili nei piccoli club di Londra dove ebbe origine la scena. In questo contesto Small Faces e the Who eseguivano canzoni R&B americane come il successo della Motown "Heat Wave", una canzone che rifletteva lo stile di vita dei giovani mod. Molte di queste band hanno avuto successo nazionale nel Regno Unito, ma hanno avuto difficoltà ad entrare nel mercato musicale americano. Le band R&B bianche britanniche producevano musica che era molto diversa nel tono da quella degli artisti afroamericani.